# Ermita de San Cristóbal (Castellnovo)
La Ermita de San Cristóbal sita en el término municipal de Castellnovo (Provincia de Castellón, España) se sitúa hacia el norte de la población y comenzando las estribaciones de la Sierra del Espadán, sobre el monte de San Cristóbal y a unos 428 metros de altitud cercana a la ermita de San Antonio. Está catalogada como Bien de Relevancia Local, según consta en la Dirección General de Patrimonio Artístico de la Generalidad Valenciana, con código identificativo: 12.07.039-003, y según la Disposición Adicional Quinta de la Ley 5/2007, de 9 de febrero, de la Generalidad, de modificación de la Ley 4/1998, de 11 de junio, del Patrimonio Cultural Valenciano (DOCV Núm. 5.449 / 13/02/2007)
Se trata de una ermita católica datada del siglo XV, que presenta una arquitectura y composición prácticamente idéntica a la ermita de San Antonio de Pádua.

## Descripción
La ermita es un pequeño edificio de fábrica de mampostería y revoque de cal. Que se encuentra en buen estado de conservación quizás debido a que fue restaurada en 1977, aunque con una pésima calidad artística.
El espacio interior, de planta rectangular y una sola nave,  es alargado y a él se accede a través de una puerta adintelada con pórtico añadido, que se amplía en el lateral izquierdo con tres capillas vacías (dos de estas capillas tuvieron puerta en el muro fronterizo, lo que hace pensar en la posible existencia de celdas)  y techo  plano, independiente al del resto del templo,  que es a dos aguas y de madera, soportado por tres arcos fajones  apuntados  y rebajados (que se apoyan en pilastras y sobre los muros), que dan lugar a la aparición de cuatro crujías; y rematado externamente con tejas de cerámica. Este techo fue sustituido en el siglo XVIII por una Bóveda de cañón
La puerta, de madera con mirilla,  y sin ningún tipo de decoración, presenta un ligero escalón.
Formando conjunto con la ermita se encuentra adosada, en el ábside,  una especie de casa de ermitaño. Una espadaña remata la construcción con su cruz de forja y campana, junto a la edificación y a los pies de la espadaña, se encuentra una gran cruz formada por dos troncos enormes de madera sobre una plataforma de piedra, la cual es utilizada todos los 3 de mayo para celebrar la festividad de la Santa Cruz, donde todo el pueblo sube en peregrinación y pasa el día entre fiestas y cánticos, culminando con un día campestre.
El ayuntamiento reparte chocolate y vino a todo el mundo que se acerca a pasar el día.  Desde la pequeña replaza de esta ermita la panorámica es impresionante. Dando un giro de 360° tendremos al N. la Sierra del Espadán, donde podemos ver a lo lejos sobre un cerro los restos del castillo de Almedijar; hacia el E. y si el día es claro podemos ver el mar Mediterráneo; siguiendo hacia el S. la Sierra de la Calderona, la cueva Santa, El Toro; al Oeste comenzaremos a ver la provincia de Teruel con sus enormes sierras al fondo y en invierno llenas de nieve, y al fondo bajando la mirada el gran valle del Alto Palancia donde divisaremos las comarcas de Sot de Ferrer, Soneja, Altura, Segorbe, Navajas, Carrica, y como no, entre la frondosidad de la vega el pueblo de Castellnovo y como estandarte al viento, su viejo castillo. 
Este sitio es aconsejable para todos los amantes del senderismo, de la contemplación de la naturaleza, de la fotografía y últimamente de los amantes del riesgo como el deporte del parapente y el ala delta.